# Charles Antoine de La Roche-Aymon
Pour les articles homonymes, voir La Roche et Aymon.
Pour les autres membres de la famille, voir Famille de La Roche-Aymon.
Charles Antoine, comte de La Roche-Aymon, né à Mainsat (Marche) le 17 février 1697 et mort à Paris le 27 octobre 1777, est un prélat français, cardinal et grand aumônier de France.

## Biographie
Natif de la Marche, il est le deuxième fils de Renaud Nicolas, comte de La Roche-Aymon et de Geneviève de Baudri de Piancourt, nièce de l’évêque de Mende François-Placide de Baudri de Piancourt. Pourvu d’un canonicat dans le chapitre noble de Saint-Pierre de Mâcon, il obtint le titre de docteur de la Faculté de Paris le 10 avril 1724.
Antoine de Charpin de Genétines, un de ses grands oncles, évêque de Limoges, le demanda comme vicaire général ou coadjuteur en novembre 1724 ; il fut sacré évêque in partibus de Sarepte (de) le 5 août 1725. Il est fait successivement évêque de Tarbes (octobre 1729 ; il prêta serment au roi le 12 novembre 1730), archevêque de Toulouse (janvier 1740, proclamé à Rome le 8 novembre, il prêta serment le 7 juillet 1741), archevêque de Narbonne et, à ce titre, président-né des États de Languedoc (1752), puis archevêque-duc de Reims et premier pair ecclésiastique de France (1763). Il est reçu dans la Confrérie des Pénitents blancs de Montpellier en 1758, dont il est élu prieur la même année.
Il reçoit les abbayes d’Obasine en janvier 1729, de Sordes en juillet 1731, de Beaulieu en juin 1757, de Fécamp en 1761, de Cercamps en 1765 et celle de Saint-Germain-des-Prés le 22 janvier 1774.
Fait commandeur de l’ordre du Saint-Esprit lors de la promotion du 10 juin 1753, il est créé Grand aumônier de France en 1760 et élevé au cardinalat le 16 décembre 1771. Il ne participa cependant pas au conclave qui vit l’élection de Pie VI (1775).
Membre des assemblées du clergé en 1735, 1740, 1745 et 1748, il les présida à partir de 1760. Doyen des évêques de France en 1770, courtisan et conciliant, Louis XV le nomma en 1771 ministre de la feuille des bénéfices après la disgrâce de M. de Jarente.
Il administra les sacrements à Louis XV mourant, le 10 mai 1774. Le 16 mai 1770, il avait marié à Versailles Louis, dauphin de France, à Marie-Antoinette, archiduchesse d’Autriche, puis, devenu Louis XVI, le sacra roi de France à Reims le 11 juin 1775.
Charles Antoine de La Roche-Aymon est également élu mainteneur de l'Académie des Jeux floraux en 1742.
Il meurt le 27 octobre 1777 à Paris, dans le logis abbatial de Saint-Germain-des-Prés alors qu’il était retombé en enfance : son médecin, Bouvart, connu par la causticité de son langage, lui aurait répondu alors qu’il était sur son lit de mort : « Je souffre comme un damné. — Quoi ? Déjà ? » Il est inhumé dans la chapelle Saint-Maur de l’abbatiale de Saint-Germain-des-Prés.

## Armoiries
De sable, semé d’étoiles d’or ; au lion de même, brochant.

## Iconographie
- Anonyme, Portrait du cardinal de La Roche-Aymon, peinture, XVIIIe siècle, conservé au château d'Aulteribe. Classé monument historique.
- Anonyme, Monseigneur de La Roche-Aymon, archevêque de Narbonne, peinture, XVIIIe siècle, conservé dans l’ancienne cathédrale Saint-Just-et-Saint-Pasteur de Narbonne. Classé monument historique.
- Atelier d’Alexandre Roslin, Monseigneur de La Roche-Aymon, archevêque de Reims, peinture, vers 1769. Conservé aux Fine Arts Museums de San Francisco.
- Benjamin Duvivier, Mr le cardinal de la Roche Aymon, archevêque de Reims, dessin, 1760. Musée du Louvre, département des arts graphiques.